# Chalèze
Chalèze est une commune française située dans le département du Doubs, la région culturelle et historique de Franche-Comté et la région administrative Bourgogne-Franche-Comté.

## Géographie

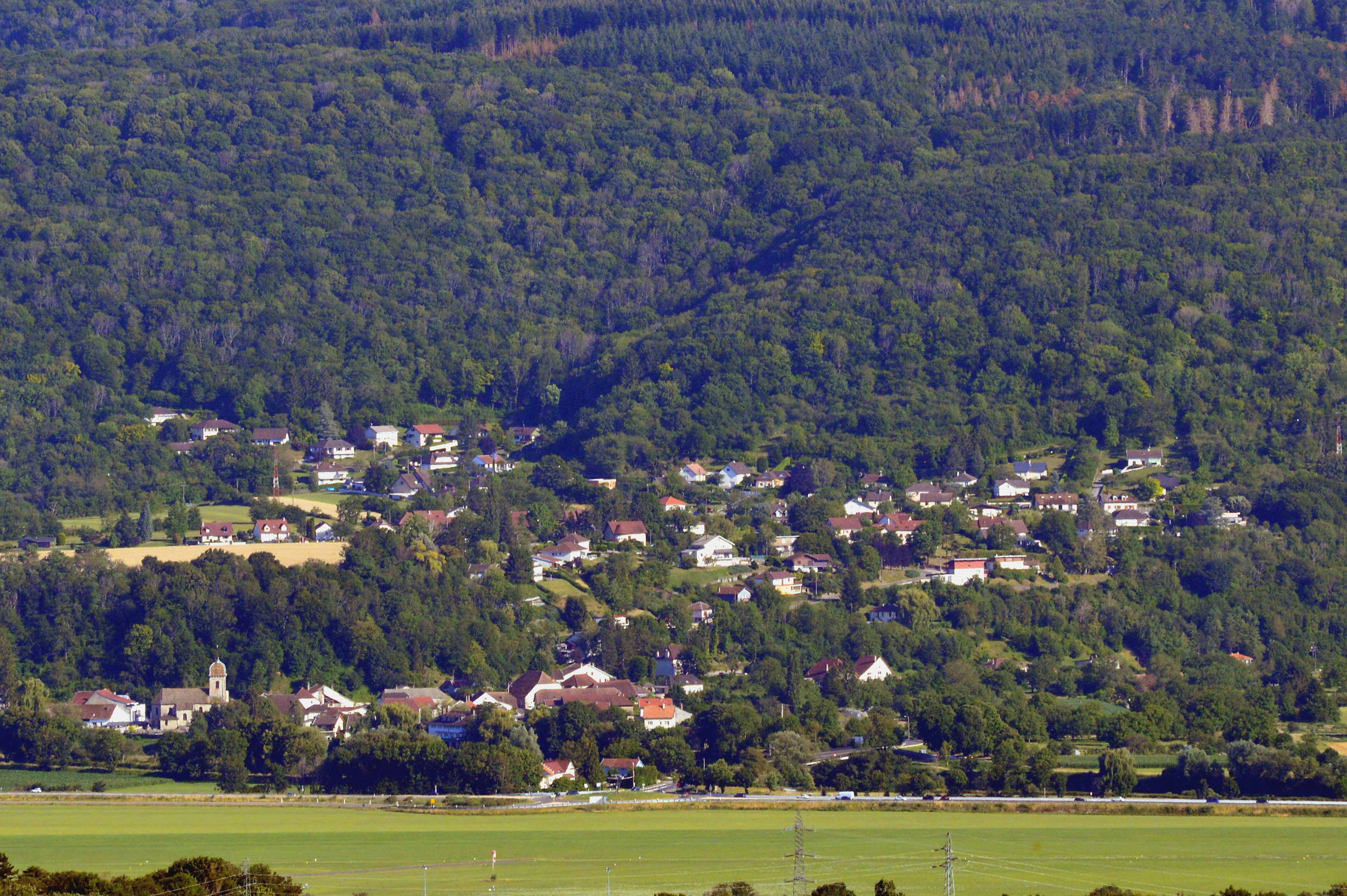
Le village de Chalèze.

Le territoire est situé à huit kilomètres à l'est de Besançon, formé de deux parties distinctes :
- une plaine alluvionnaire inondable, propice aux activités agricoles et s'étendant sur la rive gauche du Doubs, avec empiètement sur la rive droite d'une altitude de 246 mères ;
- sur le versant ouest de l'un des bourrelets du massif du Jura de la rive gauche un massif boisé, escarpé, culminant à 555 mètres d'altitude.

Appuyé à cette côte, le vieux village aux rues quadrillées est blotti devant son église au majestueux clocher comtois.

### Climat
Pour des articles plus généraux, voir Climat de la Bourgogne-Franche-Comté et Climat du Doubs.
En 2010, le climat de la commune est de type climat de montagne, selon une étude du Centre national de la recherche scientifique s'appuyant sur une série de données couvrant la période 1971-2000. En 2020, Météo-France publie une typologie des climats de la France métropolitaine dans laquelle la commune est exposée à un climat semi-continental et est dans la région climatique  Jura, caractérisée par une forte pluviométrie en toutes saisons (1 000 à 1 500 mm/an), des hivers rigoureux et un ensoleillement médiocre. 
Pour la période 1971-2000, la température annuelle moyenne est de 10,9 °C, avec une amplitude thermique annuelle de 17,4 °C. Le cumul annuel moyen de précipitations est de 1 201 mm, avec 13,9 jours de précipitations en janvier et 9,8 jours en juillet. Pour la période 1991-2020, la température moyenne annuelle observée sur la station météorologique de Météo-France la plus proche, « Besançon », sur la commune de Besançon à 6 km à vol d'oiseau, est de 11,4 °C et le cumul annuel moyen de précipitations est de 1 157,0 mm. 
La température maximale relevée sur cette station est de 40,3 °C, atteinte le 28 juillet 1921 ; la température minimale est de −20,7 °C, atteinte le 9 janvier 1985,,. 
Les paramètres climatiques de la commune ont été estimés pour le milieu du siècle (2041-2070) selon différents scénarios d'émission de gaz à effet de serre à partir des nouvelles projections climatiques de référence DRIAS-2020. Ils sont consultables sur un site dédié publié par Météo-France en novembre 2022.

## Urbanisme

### Typologie
Au 1er janvier 2024, Chalèze est catégorisée commune rurale à habitat dispersé, selon la nouvelle grille communale de densité à 7 niveaux définie par l'Insee en 2022.
Elle appartient à l'unité urbaine de Besançon, une agglomération intra-départementale dont elle est une commune de la banlieue,. Par ailleurs la commune fait partie de l'aire d'attraction de Besançon, dont elle est une commune de la couronne,. Cette aire, qui regroupe 310 communes, est catégorisée dans les aires de 200 000 à moins de 700 000 habitants,.

### Occupation des sols
L'occupation des sols de la commune, telle qu'elle ressort de la base de données européenne d’occupation biophysique des sols Corine Land Cover (CLC), est marquée par l'importance des forêts et milieux semi-naturels (54,4 % en 2018), en diminution par rapport à 1990 (55,9 %). La répartition détaillée en 2018 est la suivante : 
forêts (51,9 %), terres arables (23,2 %), prairies (12,7 %), zones urbanisées (7,1 %), milieux à végétation arbustive et/ou herbacée (2,5 %), eaux continentales (1,5 %), zones agricoles hétérogènes (1,1 %). L'évolution de l’occupation des sols de la commune et de ses infrastructures peut être observée sur les différentes représentations cartographiques du territoire : la carte de Cassini (XVIIIe siècle), la carte d'état-major (1820-1866) et les cartes ou photos aériennes de l'IGN pour la période actuelle (1950 à aujourd'hui).

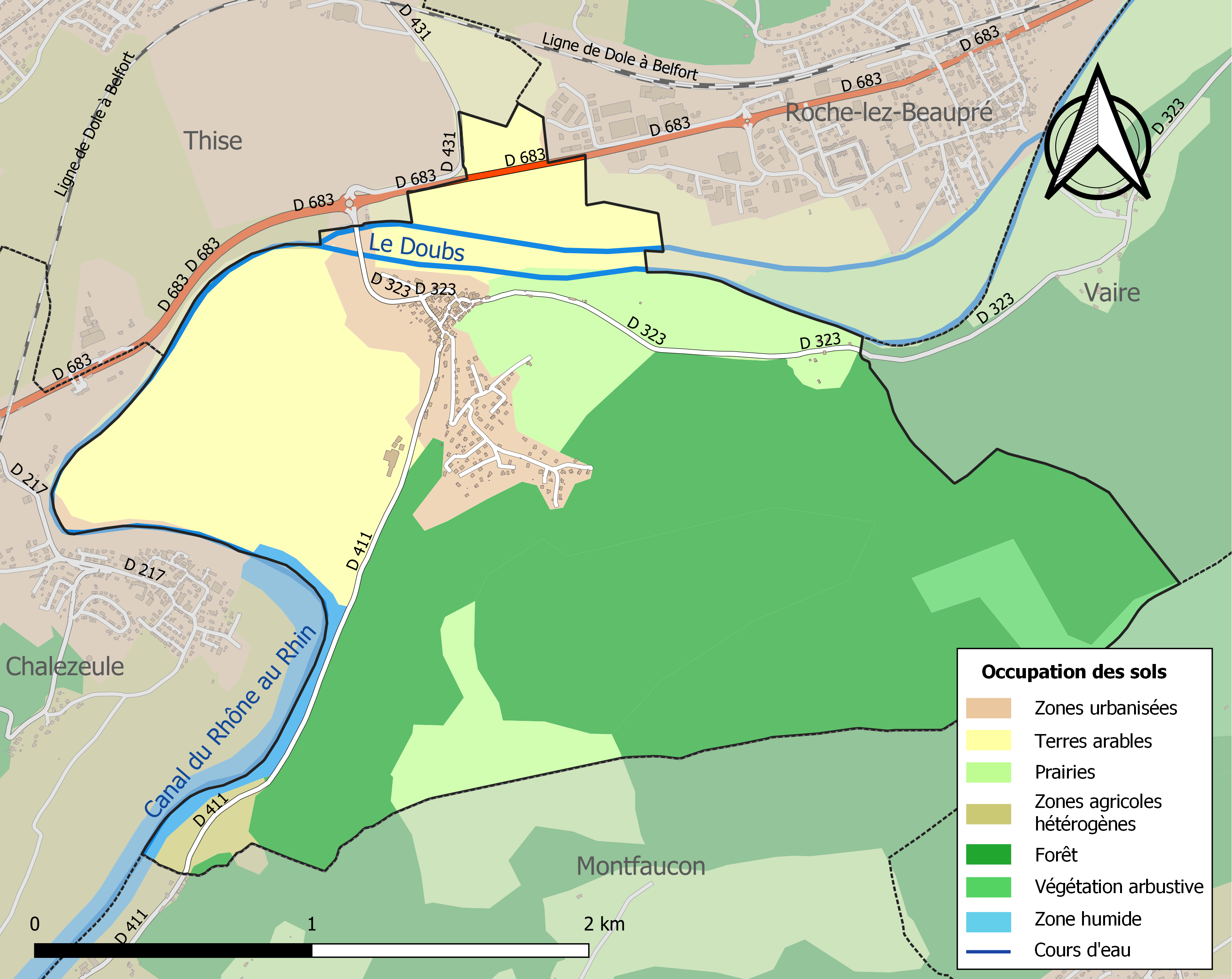
Carte des infrastructures et de l'occupation des sols de la commune en 2018 (CLC).

### Transport
La commune est desservie par les lignes  26  et  75  du réseau de transport en commun Ginko.

## Toponymie
Calesia en 1049 ; Calasia au XIIe siècle ; Chaleize en 1250, 1282, 1305 ; Chalèse en 1275 ; Chalesia à la fin du XVIe siècle ; Challaize en 1619 - La Canaie (La Cana) : Canal, Cana, Canaie en 1454 ; La Canée en 1554 ; La Canaz  en 1590 ; La Cannay en 1594, rattachée en 1974.

## Histoire
C'est seulement en 1049 qu'il est fait état du village lorsque Hugues Premier, archevêque de Besançon qui en détient la mouvance, en fait don au chapitre de la Madeleine. Les reconnaissances de fiefs y sont ensuite nombreuses.
Territoire essentiellement agricole, les revenus en sont fréquemment amenuisés par les dévastations causées par les crues du Doubs, alors que les coteaux sont exploités en vignes et pâturages, tandis que le mont est couvert de forêt. Le hameau de la Cana (maintenant la Canaie) est le domaine de plusieurs moulins, d'une scierie et est traversé par l'aqueduc de Besançon dit canal de Jules César. Au XVIIIe siècle et dans la première moitié du dix-neuvième est pratiquée une importante activité de blanchiment des toiles sur pré, en particulier pour les congrégations religieuses. À cette époque les maisons basses et humides favorisent le développement d'épidémies et sont souvent la proie des flammes, comme le 29 juillet 1741 où quarante-cinq maisons disparaissent après récolte, n'en laissant que cinq épargnées.

## Démographie
L'évolution du nombre d'habitants est connue à travers les recensements de la population effectués dans la commune depuis 1793. Pour les communes de moins de 10 000 habitants, une enquête de recensement portant sur toute la population est réalisée tous les cinq ans, les populations de référence des années intermédiaires étant quant à elles estimées par interpolation ou extrapolation. Pour la commune, le premier recensement exhaustif entrant dans le cadre du nouveau dispositif a été réalisé en 2004.

En 2022, la commune comptait 375 habitants, en évolution de +0,27 % par rapport à 2016 (Doubs : +1,88 %, France hors Mayotte : +2,11 %).
| 1793 | 1800 | 1806 | 1821 | 1831 | 1836 | 1841 | 1846 | 1851 |
| ---- | ---- | ---- | ---- | ---- | ---- | ---- | ---- | ---- |
| 303  | 331  | 317  | 280  | 282  | 289  | 278  | 292  | 385  |

| 1856 | 1861 | 1866 | 1872 | 1876 | 1881 | 1886 | 1891 | 1896 |
| ---- | ---- | ---- | ---- | ---- | ---- | ---- | ---- | ---- |
| 296  | 294  | 254  | 237  | 236  | 256  | 291  | 259  | 237  |

| 1901 | 1906 | 1911 | 1921 | 1926 | 1931 | 1936 | 1946 | 1954 |
| ---- | ---- | ---- | ---- | ---- | ---- | ---- | ---- | ---- |
| 204  | 186  | 173  | 164  | 159  | 195  | 190  | 173  | 190  |

| 1962 | 1968 | 1975 | 1982 | 1990 | 1999 | 2004 | 2006 | 2009 |
| ---- | ---- | ---- | ---- | ---- | ---- | ---- | ---- | ---- |
| 192  | 237  | 323  | 383  | 379  | 367  | 390  | 391  | 360  |

| 2014 | 2019 | 2022 | - | - | - | - | - | - |
| ---- | ---- | ---- | - | - | - | - | - | - |
| 368  | 362  | 375  | - | - | - | - | - | - |

Familles existant aux XVIIe et XVIIIe siècles
1608 : Bullet, Franzet, Lambore, Morel, Péquignot, Pichery, Pourtier, Renaudot, Rouziot, Siroutot, Vaytet, Viguey.
1767 : Aubert, Baland, Bardot, Béliard, Bernard, Bonzon, Bouillet, Boujot, Bulez, Colard, Coquillot, Fuzento, Goguey, Male, Marez, Menestrier, Péquignot, Perrey, Perrot, Petetin, Pichery, Portier, Rifflard, Rouziot, Savourey, Tarby, Vanoz, Vaytet, Vitte.

## Lieux et monuments

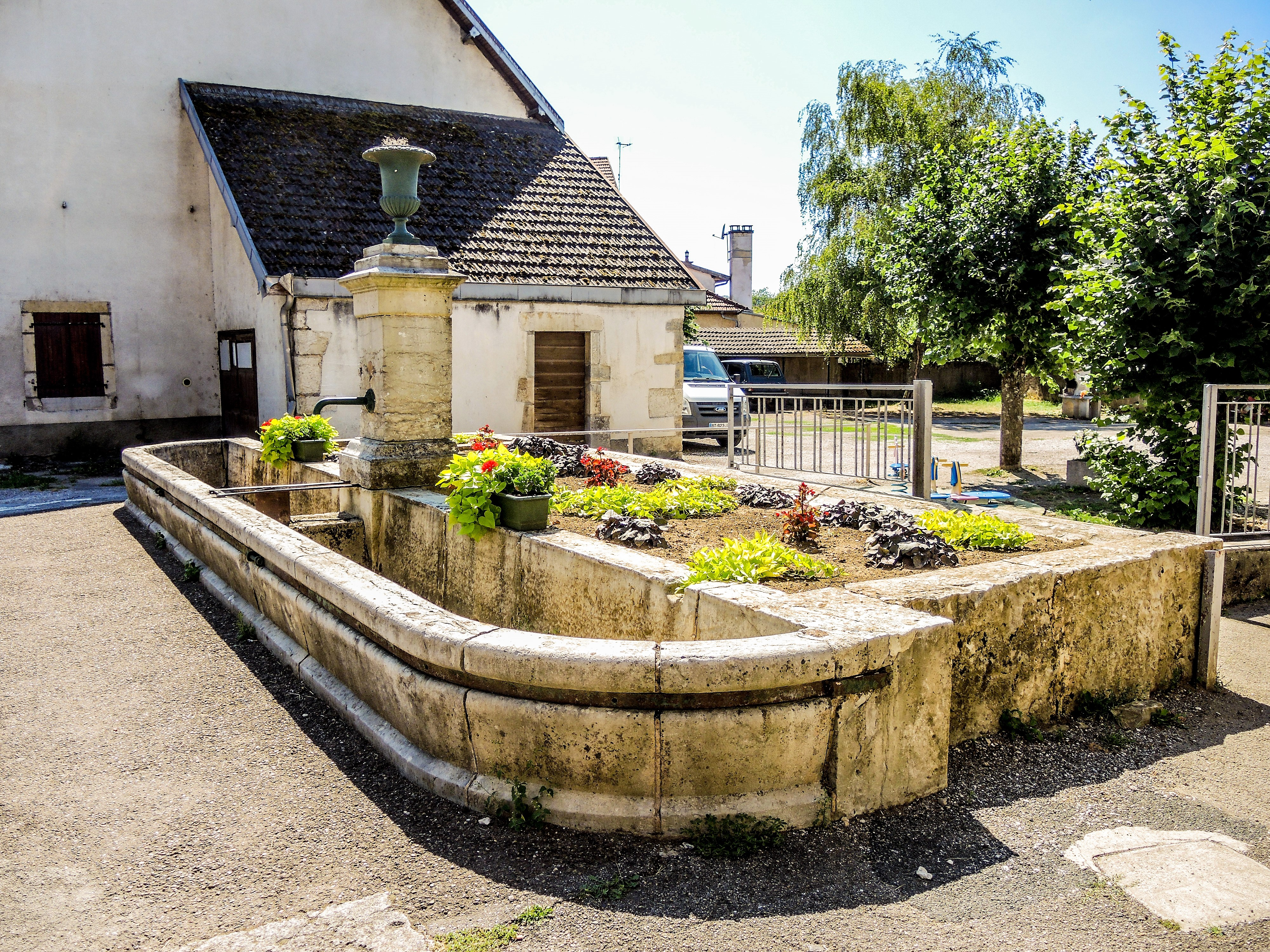
Fontaine-lavoir-abreuvoir

- Fontaine-lavoir-abreuvoirÉglise de la Nativité de Notre-Dame. Attestée dès 1256, le bourg de Montfaucon en dépend également jusqu'en 1311. La paroisse, unie à celle de Chalezeule en 1694, le sera aussi à celle de Thise par une bulle du pape Martin V en 1425. Au XVIIe siècle, le curé de Chalèze aura pour mission d'assister les habitants de Roche-lez-Beaupré, Novillars et Chalezeule. L'édifice actuel fut construit peu avant 1730, mais sera l'objet de consolidations dès 1763. Si l'incendie de 1764 préserve le bâtiment, il en détériore les menuiseries.
- Aqueduc romain. Le territoire de la commune est traversé par l'ancien aqueduc romain reliant les sources d'Arcier à la ville de Vesontio (Besançon). Enterré et suivant le pied du contrefort de Montfaucon, il est encore visible par endroits, en particulier par une arche au lieu-dit la Combe.
- Abreuvoir. Reconstruit en forme oblongue en 1863, situé au cœur du village, il est alimenté par une fontaine et avait la fonction de fournir de l'eau aux Chaléziens et au bétail.

## Personnalités liées à la commune
- Stephen Valot (1879-1950), journaliste français, est né à Chalèze.
- Charles Marie Joseph Millot, né à Vesoul le 21 septembre 1880, décédé à Buenos Aires le 24 mai 1959 et inhumé à Besançon Saint Frejeux. Officier de Marine ; peintre caricaturiste sous la signature de Henri Gervèse. Spécialisé dans les cartes postales humoristiques sur la marine et la vie des marins de plusieurs nations, ainsi que dans la composition des affiches publicitaires. Il passe régulièrement ses vacances à Chalèze dans la propriété paternelle.
- Jean Chicandre, né à Besançon le 27 octobre 1928. Typographe-pressier d'hier pour des estampes et des livres d'aujourd'hui. Meilleur ouvrier de France en 1986. Représentant la troisième génération de cette famille d'imprimeurs, il entre réellement avant quatorze ans à l'atelier de son père. À dix-huit ans, fierté et récompense suprêmes qui, en quelque sorte, le confirment typographe, il compose seul son premier livre. Également pressier, il est revenu aux pratiques ancestrales de l'imprimerie, dut-il réinventer les outils introuvables, en imaginer d'autres qui lui soient propres, fabriquer le livre dans sa totalité, organiser la page, choisir le papier, les caractères de plomb ou le bois qu'il retaille parfois et qui doivent être adaptés à l'ouvrage. Il crée et édite de magnifiques illustrations comtoises.*
- La célèbre famille Curty domine toujours l'entièreté du village depuis près de 70 ans. On compte près d'un tier du village à leurs noms. Il existe aujourd'hui quelques variants : Bergier et Morel.